# 장민준

## 클럽 경력
장민준은 2025년 안산그리너스 FC로 이적하며 K리그2 무대에 합류하였다. 이적 직후부터 주전 센터백으로 기용되며 수비 라인의 핵심으로 활약하고 있다.

## 프로 데뷔 및 주요 경기
2025시즌 부산 아이파크전에서 헤딩으로 시즌 첫 득점을 기록하였고, 이후 천안시티 FC전에도 선발 출전하며 안정된 수비력을 보여주었다.  
해당 경기에서는 상대 슈팅이 얼굴에 맞아 부상으로 교체되었으며, 치료 후 복귀하였다.

## 특징
186cm의 신장과 강한 피지컬을 바탕으로 제공권 장악에 능하고, 세트피스 상황에서 득점 기회를 창출할 수 있는 수비수다. 위치 선정과 대인 마크 능력도 안정적이라는 평가를 받고 있다.

## 통계
- 2025년 K리그2 기준

```
 - 리그 출전 경기 수: 확인 필요  
 - 득점: 1골 (부산전, 헤딩)
```

## 기타
경기 중 안면 부상으로 인한 교체 이후 빠른 회복세를 보였으며, 팀의 주축 수비수로 계속 기용되고 있다.

## 참고 자료
- B tv news – 부산전 득점 관련 보도
- 안산뉴스 – 경기 리포트
- NDN뉴스, The Report – 천안전 경기 및 부상 상황
- 스포츠G – 슈팅 충돌로 인한 교체 보도
- 다음스포츠 – 선수 기본 프로필